# Letis magna
Letis magna là một loài bướm đêm trong họ Erebidae.